# Biodegradable Packaging for Environment
Biodegradable Packaging for Environment Public Co. Ltd., (BPE) — це тайська компанія. Вона виробляє біологічно розкладні, компостні, отже, одноразові вироби з посуду. Продукти в основному виготовляються з багаса, природного продукту, виготовленого з м’якоті цукрової тростини після видобування цукру. З моменту свого заснування в 2005 році до 2012 року BPE фірмову продукцію називали "Biochanaoy". У 2012 році він перейменував свій бренд на "Gracz".

## Історія
BPE була заснована в січні 2005 р. Доктором Вірахатом Кіттіраттанапайбуном. Штаб-квартира компанії знаходиться в Бангкоку, а її промислові потужности розташовані приблизно в провінції Чай Нат, приблизно 188 км на північ від Бангкока. Основними акціонерами є група MDS,  Національне агентство інновацій Міністерства науки і технологій  та Управління сприяння малим та середнім підприємствам (OSMEP) Міністерства промисловості.

## Продукти
BPE виробляє дві лінії контейнерів для вивезення їжі та одну лінію непродовольчих контейнерів для промислової упаковки. 
- Gracz Classic : Сімейство з понад 50 предметів посуду, починаючи від чашок, мисок, тарілок і розкладної посудини і закінчуючи столовими приборами . Вироби білого кольору виготовляються виключно з багаса.
- Gracz Simple : сімейство посуду, кремового кольору, виготовлене з багаса та бамбука.
- Непродовольчі контейнери : BPE виробляє промислову пакувальну продукцію.

## Операції
В даний час компанія має понад 400 співробітників і сподівається подвоїти виробництво до п'яти мільйонів штук в день у 2017 році  BPE отримує 70 відсотків загального річного доходу від експорту в розвинені країни. У 2017 році компанія підтвердила намір проникнути на внутрішній ринок Таїланду та інших дев'яти країн АСЕАН під маркою GracZ. Він також продає товари приватної торгової марки таким брендам, як Studio, Walmart та Lidl Stiftung & Co.

## Проблеми довкілля
Фірма є єдиною компанією в Таїланді, яка отримала привілей Таїландської ради інвестицій (BOI) в екологічній категорії. Заводська енергія повністю працює на зріджений газ та пару, а всі відходи виробничого процесу переробляються. Багас є природним продуктом, біологічно розкладається за 45 днів на звалищі або в природі. Продукти Bagasse можна заморожувати, переходити в піч і можна готувати в мікрохвильовій печі. Продукція компанії пастеризована ультрафіолетовим світлом і безпечна для контакту з продуктами харчування.

## Нагороди
BPE отримав кілька нагород: Demark Award, Good Design Award та Сертифікат про досконалість матеріалів.